# ورلن ۶۸۷۱
سیارک ۶۸۷۱ (به انگلیسی: 6871 Verlaine، نامگذاری:1993BE8) شش هزار و هشتصد و هفتاد و یکمین سیارک کشف شده‌است که در ۲۳ ژانویه ۱۹۹۳ کشف شد.
قدر مطلق سیارک برابر ۱۴٫۸۰ است.